# Mäschhür-Schüssip-Moschee
Die Mäschhür-Schüssip-Moschee (kasachisch Мәшһүр Жүсіп мешіті Mäşhür Jüsıp meşıtı, Mäschhür-Schüssip-meschiti, russisch Мечеть имени Машхура Жусупа/Metschet Imeni Maschchura Schussupa) in der kasachischen Stadt Pawlodar ist eine der größten Moscheen in Kasachstan. Sie wurde nach einjähriger Bauzeit im Jahr 2001 eröffnet und bietet Platz für 1500 Gläubige. Die Moschee wurde nach dem kasachischen Dichter und Historiker Maschchur Schusup (1858–1931) benannt.
Die Moschee verfügt über zwei Gebetsräume. Der Raum für Frauen hat eine Kapazität von 300 Personen und der Gebetsraum für Männer kann bis zu 1200 Personen aufnehmen. Die vier Minarette sind jeweils 63 Meter hoch und die Kuppel hat eine Höhe von 54 Metern. Als Grundfläche für den Bau wurde ein achteckiger Stern mit einem Durchmesser von 48 Metern genommen. Der mit 434 Lampen ausgestattete Kronleuchter im Inneren der Mosche wurde in Taschkent gefertigt.
Im Gebäude befinden sich außerdem noch eine Schule, ein islamisches Kulturzentrum und eine Bücherei, ein Kino und einige weitere Räume, darunter ein Raum für Hochzeiten.